# 扁葶鸢尾兰
扁葶鸢尾兰（学名：Oberonia pachyrachis），为兰科鸢尾兰属下的一个植物种。